# Episodi di Melrose Place (sesta stagione)
La sesta stagione della serie televisiva Melrose Place, composta da 27 episodi, è andata in onda negli Stati Uniti sul canale FOX dall'8 settembre 1997 al 30 marzo 1998.
Doug Savant lascia definitivamente la serie dopo il primo episodio e David Charvet esce definitivamente di scena dopo il diciassettesimo episodio; Alyssa Milano viene aggiunta al cast regolare sempre nel ruolo di Jennifer Mancini, mentre Linden Ashby viene aggiunto al cast regolare nel ruolo del dott. Brett Cooper.
Jamie Luner viene aggiunta al cast regolare a partire dal quarto episodio nel ruolo di Lexi Sterling.
| nº | Titolo originale                   | Titolo italiano                        | Prima TV USA      | Prima TV Italia |
| -- | ---------------------------------- | -------------------------------------- | ----------------- | --------------- |
| 1  | A Brand New Day                    | Un nuovo giorno                        | 8 settembre 1997  |                 |
| 2  | Trojan Stork                       | Inganno mortale                        | 15 settembre 1997 |                 |
| 3  | No Time for Sperm Banks            | Assoluta sincerità                     | 22 settembre 1997 |                 |
| 4  | The Doctor Is in... Deep           | Prestazioni particolari                | 29 settembre 1997 |                 |
| 5  | Desperately Seeking Samantha       | Un disperato addio                     | 20 ottobre 1997   |                 |
| 6  | The Light at the End of the Tumble | Alla fine del tunnel                   | 27 ottobre 1997   |                 |
| 7  | Secrets and Wives                  | Segreti                                | 3 novembre 1997   |                 |
| 8  | A Shot in the Dark                 | Uno sparo nel buio                     | 10 novembre 1997  |                 |
| 9  | Attack of the Scalpel Woman        | Vendetta                               | 17 novembre 1997  |                 |
| 10 | My Little Coma Girl                | Coma profondo                          | 24 novembre 1997  |                 |
| 11 | Everybody Comes to Kyle's          | Il locale di Kyle                      | 1º dicembre 1997  |                 |
| 12 | A Bump in the Night                | Un tonfo nella notte                   | 15 dicembre 1997  |                 |
| 13 | A Tree Talks in Melrose            | Il Natale della discordia              | 22 dicembre 1997  |                 |
| 14 | To Kill a Whirlybird               | Disperse                               | 5 gennaio 1998    |                 |
| 15 | Amanda's Back                      | L'incidente                            | 12 gennaio 1998   |                 |
| 16 | Kyle of the Desert                 | Incubi per Kyle                        | 19 gennaio 1998   |                 |
| 17 | Coop de Grace                      | Colpo di grazia                        | 26 gennaio 1998   |                 |
| 18 | Mama Mia                           | Ritorno dal passato                    | 2 febbraio 1998   |                 |
| 19 | Last Train to Baghdad (Part 1 e 2) | Ultimo treno per Baghdad (1 e 2 parte) | 9 febbraio 1998   |                 |
| 20 | Last Train to Baghdad (Part 1 e 2) | Ultimo treno per Baghdad (1 e 2 parte) | 9 febbraio 1998   |                 |
| 21 | A Swing and a Mrs.                 | L'eredità                              | 16 febbraio 1998  |                 |
| 22 | Blunt Drama                        | Imprevisto mortale                     | 23 febbraio 1998  |                 |
| 23 | A Christine Runs Through It        | Sensi di colpa                         | 2 marzo 1998      |                 |
| 24 | Too Romantic for Words             | Sogni d'amore                          | 9 marzo 1998      |                 |
| 25 | Four Affairs and a Pregnancy       | Gravidanza inattesa                    | 16 marzo 1998     |                 |
| 26 | M.P. Confidential                  | Una proposta imbarazzante              | 30 marzo 1998     |                 |
| 27 | The Nasty Minded Professor         | Il Professor Sesso                     | 30 marzo 1998     |                 |

## Un nuovo giorno
- Titolo originale: A Brand New Day
- Diretto da: Frank South
- Scritto da: Frank South

### Trama
Craig accusa Samantha dell'incidente che ha causato la morte di Sydney e del padre di lei. Brett Cooper, un medico e vecchia conoscenza di Kimberly, arriva da Ohio e incomincia a lavorare nell'équipe di Michael; visita la tomba di Kimberly e giura vendetta contro Michael. Taylor dice a Peter di essere incinta e lui finge di chiederle di sposarlo; in realtà la umilia sull'altare davanti a tutti. Dopo il fallimento della D&D, Amanda rifiuta un lavoro a New York che aveva fortemente richiesto e torna a Los Angeles perché adesso sta con Kyle. Megan va a stare da Jennifer dopo aver scoperto che Michael l'ha usata per i suoi piani contro Peter. Matt riceve un'offerta a San Francisco e si trasferisce con Chelsea.
- Guest star: Katie Wright (Chelsea Fielding), Joanna Cassidy (Kate Reilly).
- Altri interpreti: Camila Griggs (Detective Walker), Jeffrey Nordling (Eric Baines).

## Inganno mortale
- Titolo originale: The Trojan Stork
- Diretto da: Charles Correll
- Scritto da: Charles Pratt Jr.

### Trama
Cooper va a stare nell'appartamento di Matt e incomincia a indagare sulle storie di ognuno, in particolare di Michael e Kimberly. Megan è costantemente in mezzo al conflitto tra Peter e Michael. Taylor va a stare nell'appartamento di Jake e vede una possibilità di tornare con Kyle quando gli rivela che il bambino che aspetta è suo e che Peter è sterile, chiedendo a quest'ultimo di reggere il gioco; inoltre chiede a Michael di aiutarla a trovare dello sperma alla banca del seme. Jennifer cerca di sedurre Craig e capisce che Cooper nasconde qualcosa. Samantha cerca di riappacificarsi con Craig, ma lui la caccia e decide di ucciderla. Inoltre, a livello professionale Craig continua a essere deludente; Billy chiede in segreto ad Amanda di rilevare l'azienda ed estromettere Craig.

## Assoluta sincerità
- Titolo originale: No Time for Sperm Banks
- Diretto da: Jefferson Kibbee
- Scritto da: Carol Mendelsohn

### Trama
La non gravidanza di Taylor rischia di essere scoperta, per cui chiede a Michael di metterla incinta, mentre Megan, che non sospetta niente, cerca di andare in terapia insieme con suo marito. Cooper si presenta a Michael e Peter come loro nuovo collega e si trova immischiato nella loro faida. Craig scopre della nuova azienda di Amanda e Billy volta ad allontanarlo da Samantha. Amanda rifiuta l'offerta di finanziamento di Peter e contatta Eric Baines.
- Altri interpreti: Mark L. Taylor (dott. Louis Visconti), Jeffrey Nordling (Eric Baines).

## Prestazioni particolari
- Titolo originale: The Coctor Is in... Deep
- Diretto da: Anson Williams
- Scritto da: James Kahn

### Trama
Samantha confessa a Billy di aver inavvertitamente rivelato il progetto suo e di Amanda di aprire una nuova agenzia, mentre Craig viene sconfitto dal finanziatore di Amanda, Eric Baines. Jennifer offre aiuto e sostegno a Craig. Michael va a un convegno a Santa Barbara e sia Taylor sia Megan lo raggiungono a sua insaputa. L'ex moglie di Cooper Alexandria "Lexi" Sterling, arriva a Los Angeles in cerca di lui per mettere le mani su quello che non le spetta dal divorzio e invece incontra Peter al convegno e tra i due scoppia la scontilla. Cooper comunica alla madre di Kimberly di essere a Los Angeles, di essere collega di Michael e di essere pronto a vendicare sua figlia.
- Altri interpreti: Janet Carroll (Marion Shaw), François Chau (uomo d'affari), Jeffrey Nordling (Eric Baines).

## Un disperato addio
- Titolo originale: Desperately Seeking Samantha
- Diretto da: Chip Chalmers
- Scritto da: Neil Landau

### Trama
Il padre di Sydney arriva a Los Angeles per dare un assegno a Craig, ma lo trova con Jennifer. La nuova azienda, l'Amanda Woodward Advertising, apre con lei a capo e Eric come finanziatore. Billy va nel Maryland per convincere Samantha a tornare a Los Angeles, ma sua madre, androgina e iperprotettiva, minaccia di ucciderlo. Mentre Peter e Lexi continuano a vedersi di nascosto, lei gli rivela di voler appropriarsi di tutti i beni di Cooper e vendicarsi di averla lasciata. Taylor continua ad andare a letto con Michael e Megan li scopre; poi trova conforto in Eric.
- Special guest star: Joanna Cassidy (Kate Reilly).
- Altri interpreti: Ken Howard (George Andrews), John Wesley (Ernie), Jeffrey Nordling (Eric Baines).

## Alla fine del tunnel
- Titolo originale: The Light at the End of the Tumble
- Diretto da: Charles Correll
- Scritto da: Cynthia Cohen

### Trama
Peter apprende da Lexi che Cooper è colui che ha curato quando andò in coma Kimberly e che ritiene Michael responsabile. Jennifer disapprova i piani di Craig per il suo guadagno inaspettato quando decide di investire i soldi in una crociera sull'oceano. Michael, che è andato in terapia, cerca di far capire a Megan ma è ancora in balìa dell'avidità quando ruba un'idea di Cooper circa un nuovo guanto chirurgico e Megan accetta di uscire con Eric. Billy torna a Los Angeles e incomincia a intervistare artisti grafici per la ditta A.W.A. e Samantha ottiene il lavoro dopo essere tornata sui suoi passi ed essere tornata da Billy. La questione della gravidanza di Taylor si risolve quando, dopo un disperato tentativo di avvinghiarsi a Kyle, cade dalle scale del Jazz Club e dice di aver perso il bambino, con l'appoggio di Michael.
- Special guest star: Joanna Cassidy (Kate Reilly).
- Altri interpreti: Jeffrey Nordling (Eric Baines).

## Segreti
- Titolo originale: Secrets and Wives
- Diretto da: Jefferson Kibbee
- Scritto da: Antoinette Stella

### Trama
Dopo che Lexi si appropria di tutto il patrimonio di Cooper, lui se la prende con Michael per aver raccontato a Lexi dei suoi beni nascosti e poi si allea con la madre di Kimberly per vendicarsi. Ma il colpevole è Peter che vuole che Lexi rimanga in città. Nel frattempo, Craig va contro Michael su come mettere sul mercato il nuovo strumento chirurgico, in quanto Michael vuole venderlo subito a una casa farmaceutica. Ma l'ennesima azione disonesta da parte di Jennifer obbliga Michael a cancellare i suoi piani. Dopo essersi licenziata dal Burns-Mancini, Megan chiede a Eric di essere il suo mentore. Taylor incomincia a giocare su Amanda e Kyle usando i suoi sospetti per metterli l'uno contro l'altro, e Kyle sospetta che Eric abbia causato tutti i suoi problemi finanziari al Jazz Club dopo aver appreso che lui aveva perso anche il ristorante di Boston.
- Altri interpreti: Janet Carroll (Marion Shaw), Willie Garson (dott. Mosley), Jeffrey Nordling (Eric Baines).

## Uno sparo nel buio
- Titolo originale: A Shot in the Dark
- Diretto da: Anson Williams
- Scritto da: Frank South

### Trama
Dopo aver dichiarato pubblicamente l'amore per Lexi, Peter la fa trasferire da lui. Jennifer aiuta Craig a vendere "il guanto", sperando di trane dei vantaggi. Dopo l'ennesimo rifiuto da parte di Amanda, Eric si impadronisce del Jazz Club, del ristorante di Kyle e delle proprietà di Amanda, ricattandola di lasciare stare in cambio di una notte di sesso. Michael scopre che Cooper appartiene al passato di Kimberly e dopo essersi scontrati, lo fa arrestare. Samantha e Billy incominciano a riscontrare problemi finanziari organizzando il matrimonio.
- Altri interpreti: Janet Carroll (Marion Shaw), Jeffrey Nordling (Eric Baines).

## Vendetta
- Titolo originale: Attack of the Scalpel Woman
- Diretto da: Chip Chalmers
- Scritto da: Charles Pratt Jr.

### Trama
Megan pedina Cooper, uscito di prigione, e scopre che è stata la madre di Kimberly ad aver cercato di uccidere Michael, la quale ci riprova in ospedale ma accidentalmente pugnala la stessa Megan. Uno sfogo di Kyle contro Eric gli fa prolungare la scadenza per la chiusura del Jazz Club facendo una proposta indecente ad Amanda. Dopo che apprende da Taylor delle avance fatte ad Amanda, Kyle va da Eric in Hotel e minaccia di buttarlo giù dalla finestra. Connie, una vecchia amica di Samantha, arriva in città per farle da damigella d'onore, la quale nasconde qualcosa. Craig va con Billy all'addio al celibato e poi passa la notte con un'altra donna. Lexi entra in debito con Cooper dopo aver mostrato la sua dipendenza da tranquillanti.
- Special guest star: Megan Ward (Connie Rexroth).
- Altri interpreti: Janet Carroll (Marion Shaw), Claudette Wells (dott.ssa Hayden), Jeffrey Nordling (Eric Baines).

## Coma profondo
- Titolo originale: My Little Coma Girl
- Diretto da: Charles Correll
- Scritto da: Carol Mendelsohn

### Trama
Mentre Megan è in coma, Cooper veglia su di lei, e Michael, geloso, tenta di fermare le visite dopo aver avuto un déjà vu. Kyle rifiuta per l'ennesima volta Taylor che cerca di riconciliarsi son lui; Eric mantiene la promessa fatta ad Amanda restituendole l'agenzia; lei scopre che i clienti stanno tornando e cerca di salvare il suo rapporto con Kyle. Peter incomincia a sospettare qualcosa su Lexi quando nota il suo comportamento strano. Il giorno del matrimonio di Samantha e Billy, lei involontariamente offende la madre di Billy rifiutandosi di indossare una spilla.
- Special guest star: Megan Ward (Connie Rexroth).
- Altri interpreti: Salome Jens (Joan Campbell), Dey Young (dott.ssa Irene Shulman), Jeffrey Nordling (Eric Baines).

## Il locale di Kyle
- Titolo originale: Everybody Comes to Kyle's
- Diretto da: Jafferson Kibbee
- Scritto da: James Kahn

### Trama
Billy e Samantha vanno in luna di miele alle Hawaii, mentre Connie trova un lavoro temporaneo all'Amanda Woodward Advertising e decide di trattenersi a Los Angeles per un po'. Lexi decide di incominciare a lavorare come interior designer, e Peter infine si confronta con lei riguardo alla sua dipendenza da tranquillanti, che lei continua a negare. Michael si prende cura di Megan, una volta dimessa. Taylor complotta con successo per far cedere le sue quote del Jazz Club a Kyle, il quale si sente in colpa per la notte passata con Taylor. Michael spinge Craig e Jennifer a fare una cena di riconciliazione in modo da salvare la loro azienda, mentre Cooper pianifica un nuovo complotto per distruggere la carriera di Michael intraprendendo un'azione legale contro la sua ditta.
- Special guest star: Megan Ward (Connie Rexroth).

## Un tonfo nella notte
- Titolo originale: A Bump in the Night
- Diretto da: Charles Correll
- Scritto da: Cynthia Cohen

### Trama
Dopo aver portato Lexi a casa, Peter torna sulla scena dell'incidente e incontra Bob, l'uomo che Lexi ha investito, ferito a una gamba; Peter lo porta in ospedale e cerca di proteggere Lexi pagandogli le spese e cambiando colore alla macchina. Cooper prova a Craig che Michael gli ha rubato l'idea del guanto e Craig testimonia contro di lui; Jennifer, che crede a Michael, mette una videocamera di sorveglianza nel suo appartamento per scoprire dove Cooper tiene le prove e mentre lui corteggia Megan, Jennifer ruba le prove. Connie trova un lavoro full-time all'A.W.A. come assistente di Billy, questo al rientro da un viaggio di lavoro di Samantha. Amanda è riluttante a cedere le sue quote del Jazz Club a Kyle, mentre Taylor continua, senza successo, a voler riavere Kyle. Alla fine, quando Jennifer si intrufola nell'ufficio di Cooper per rubare le prove, sente Peter e Lexi parlare dell'incidente.
- Special guest star: Megan Ward (Connie Rexroth).
- Altri interpreti: Michael Francis Clarke (Detective Ryan), Steve Eastin (Detective Smith), Tracy Fraim (Bob Matthews), Ben Lemon (avvocato di Cooper).

## Il Natale della discordia
- Titolo originale: A Tree Talks in Melrose
- Diretto da: Thomas Calabro
- Scritto da: Antoinette Stella

### Trama
Cooper si intromette in segreto quando il corteggiare Megan da parte di Michael con numerosi regali la rende riluttante al divorzio. Jennifer gli fa inoltre perdere la causa contro Michael ricattando Lexi: deve rinunciare agli alimenti di Cooper pena la resa pubblica dell'incidente, ma questo porta Lexi quasi a un'overdose di sonniferi. Il cantante Jon Secada arriva in città e aiuta i suoi vecchi amici Kyle e Taylor facendo un concerto la vigilia di Natale. Connie continua a creare problemi tra Samantha e Billy; Samantha non crede a Billy quando gli dice che Connie ci ha provato con lui, che Connie ammette perché vuole che Samantha rimanga sola come lei. Amanda cerca di riconciliarsi con Kyle, ancora geloso e sospettoso.
- Special guest star: Megan Ward (Connie Rexroth), Jon Secada (se stesso).

## Disperse
- Titolo originale: To Kill a Whirlybird
- Diretto da: Charles Correll
- Scritto da: Frank South

### Trama
Dopo aver nascosto i ricavi del concerto del Jazz Club, Taylor porta Kyle a Las Vegas per sperare di guadagnare al casinò e dopo aver vinto tanto, fanno sesso. Nonostante il parere contrario di Peter, Lexi si prende cura di Bob, piombato a casa loro, trovandogli un lavoro come suo segretario. Nel frattempo, Cooper progetta un nuovo piano per distruggere la carriera di Michael mettendolo contro la dottoressa Ilene Shulman. Mentre Samantha e Amanda sono via per lavoro, Connie ne approfitta per fare un passo avanti verso Billy il quale, una sera ubriaco, la bacia. Connie racconta tutto a Samantha; Billy apprende le sue reali intenzioni, così come Charlie, la sua ex amante, una donna. L'elicottero sul quale viaggiano Amanda e Samantha precipita; il pilota muore e le due ragazze si ritrovano da sole e ferite in una foresta della California del Nord.
- Special guest star: Megan Ward (Connie Rexroth).
- Altri interpreti: Tracy Fraim (Bob Matthews), Joe Lala, Julie Lauren (Charlie), Dey Young (dott.ssa Irene Shulman).

## L'incidente
- Titolo originale: Amanda's Back
- Diretto da: Charles Correll
- Scritto da: James Kahn

### Trama
Billy e Kyle fanno pressione sulla squadra soccorsi per ritrovare Amanda e Samantha. Dopo essere state salvate, Amanda risulta avere la schiena rotta e potrebbe restare paralizzata. Connie confessa la verità a Samantha e se ne va dalla città. Bob si trasferisce nella nuova casa, ma si accende un'ossessione per Lexi e incomincia a spiarla. Kyle forza Taylor a tenere la loro scappatella per loro, ma l'ossessiva Taylor non è incline a lasciarsi scappare Kyle. Dopo essere riuscito a far rimuovere Michael dalla carica di primario, Cooper mette in testa a Peter che Michael non sia un bravo medico e che dovrebbe essere licenziato. Dopo aver visto Megan e Cooper a letto insieme, un frustrato Michael incontra Amber, una spogliarellista , dopo averla salvata da un rapinatore. Intanto Craig dice Jennifer che non la vuole più.
- Special guest star: Megan Ward (Connie Rexroth).
- Altri interpreti: Jim Beaver (Ranger Virgil), Tracy Fraim (Bob Matthews), Scott Getlin, Dawn Radenbaugh (Amber).

## Incubi per Kyle
- Titolo originale: Kyle of the Desert
- Diretto da: Charles Pratt Jr.
- Scritto da: Charles Pratt Jr.

### Trama
Cooper e Megan decidono di incominciare a corteggiarsi a vicenda e Michael fa lo stesso con Amber. Dopo aver capito che è stata solo Lexi a investirlo, Bob ricatta Peter dicendogli di rompere con lei, ma sono proprio Peter e Lexi a prendersi la rivincita su di lui, facendogli credere di aver rotto e sistemando le cose alla polizia. Intanto, Kyle incomincia ad avere degli incubi riguardo alla Guerra del Golfo, quando una certa Christine morì in un'esplosione di mine. Amanda decide di cambiare il centro di riabilitazione optando per uno più distante, ma Kyle riesce a farla ragionare e le chiede di sposarlo. Taylor continua ad assillare Kyle e a intromettersi nel suo rapporto con Amanda. Thomas Sterling, il padre di Lexi, arriva in città.
- Special guest star: Susan Walters (Christine Denton), Scott Plank (Nick Reardon).
- Altri interpreti: Tracy Fraim (Bob Matthews), Dawn Radenbaugh (Amber), Chad Everett (Thomas Sterling).

## Colpo di grazia
- Titolo originale: Coop de Grace
- Diretto da: Chip Hayes
- Scritto da: Chip Hayes

### Trama
Il padre di Lexi esprime apertamente il suo disappunto sulla sua relazione con Peter e le trova un lavoro come dirigente pur di allontanarla. Craig incomincia a intraprendere azioni illegali circa l'azienda del guanto; quando Jennifer lo scopre lui la minaccia, ma lei racconta comunque tutto a Cooper e Craig viene licenziato. Dopo aver cercato di uccidere Jennifer, Craig le ruba la macchina e poi in un posto deserto si spara. Kyle annuncia il suo fidanzamento con Amanda e Taylor va a Dallas per incontrare Nick e avere informazioni sulla misteriosa Christine. Scopre così che Christine è viva ma sfigurata dopo un'esplosione, ma Kyle sa che è morta. Cooper prosegue con i suoi piani per distruggere Michael facendo ubriacare Amber a un ricevimento e facendo così fare una brutta figura a lui. Michael la caccia di casa e lei per vendicarsi gli ruba in casa. Mentre Amanda incomincia piano piano ad avere sensibilità alle gambe, Samantha e Billy assoldano Jeff Baylor, un campione di baseball per lavorare all'A.W.A.
- Special guest star: Susan Walters (Christine Denton), Scott Plank (Nick Reardon), Dan Gauthier (Jeff Baylor).
- Altri interpreti: Ron Fassler, Willie Garson (dott. Mosley), Dawn Radenbaugh (Amber), Wayne Wilderson, Chad Everett (Thomas Sterling).

## Ritorno dal passato
- Titolo originale: Mama Mia
- Diretto da: Thomas Calabro
- Scritto da: Carol Mendelsohn

### Trama
Mia, la mamma di Michael e Jennifer arriva in città per conoscere Craig, con il quale Jennifer aveva detto di essersi fidanzata, ma quando apprende del suicidio di Craig, chiede a Billy di fingere di essere il suo fidanzato e i due arrivano anche a baciarsi. Michael va in cerca di Amber dopo essere stato derubato e quando arriva allo strip club, scopre che ha lasciato la città dopo aver derubato più persone. Frustrato, fa a pugni con il direttore e viene arrestato e la madre deve pagare la cauzione. Taylor gioca il suo asso nella manica raccontando ad Amanda la verità su Christine, mentre Kyle invece cerca di dimenticare, ma quando scopre anche lui che Christine è ancora viva, va a trovarla. Samantha deve occuparsi da sola del contratto con Jeff Baylor e Billy ne è geloso in quanto si sente messo in secondo piano. Di fatto Jeff bacia Samantha. Lexi e Cooper cercano di andare avanti quando il padre di lei li fa soci della sua nuova azienda.
- Special guest star: Don Grusin, Susan Walters (Christine Denton), Dan Gauthier (Jeff Baylor).
- Altri interpreti: Valerie Harper (Mia Mancini), Chad Everett (Thomas Sterling).

## Ultimo treno per Baghdad (1)
- Titolo originale: Last Train to Baghdad (1)
- Diretto da: Anson Williams
- Scritto da: James Jahn

### Trama
Kyle e Amanda incontrano Christine a Santa Fe, nel New Mexico. Inizialmente la ragazza manda via Kyle ma poi arriva a Los Angeles e Amanda, per gentilezza la invita al matrimonio. Il padre di Lexi muore di infarto durante una dura discussione con Peter, il quale stava registrando la conversazione per provare a Lexi le minacce del padre; Megan ascolta per caso la registrazione. Jennifer continua a chiedere a Billy di fingere di essere il suo fidanzato per far colpo sulla madre. Quando Mia alla fine scopre la verità, contrariamente alle aspettative, la prende molto bene.
- Special guest star: Don Grusin, Susan Walters (Christine Denton), Dan Gauthier (Jeff Baylor), Bradford Tatum (Spider Dodd).
- Altri interpreti: Valerie Harper (Mia Mancini), Chad Everett (Thomas Sterling).

## Ultimo treno per Baghdad (2)
- Titolo originale: Last Train to Baghdad (2)
- Diretto da: Anson Williams
- Scritto da: Frank South

### Trama
Christine si riavvicina a Kyle ma esprime tutta la sua frustrazione riguardo al suo matrimonio; poi gli lascia un messaggio nella quale manifesta la volontà di suicidarsi e questo fa ritardare il matrimonio. Megan fa ascoltare la registrazione a Lexi, la quale accusa Peter della morte del padre e si rifugia da Cooper. Seguendo il consiglio di Jennifer, Samantha non si chiude a Jeff, il quale la porta a cena fuori. Michael chiede un finanziamento a sua madre dopo che un suo paziente, membro di una gang di nome Spider, gli parla dell'apertura di una clinica pubblica nel quartiere Centro-Sud, ma questa risulta essere una copertura per la Spider che usa la clinica come facciata per la propria guerra tra gang.
- Special musical guest: Tuck & Patty
- Special guest star: Don Grusin, Susan Walters (Christine Denton), Scott Plank (Nick Reardon), Dan Gauthier (Jeff Baylor), Bradford Tatum (Spider Dodd).
- Altri interpreti: Valerie Harper (Mia Mancini).

## L'eredità
- Titolo originale: A Swing and a Mrs.
- Diretto da: Jefferson Kibbee
- Scritto da: Cynthia Cohen e Antoinette Stella

### Trama
Lexi va a stare da Cooper nel suo appartamento a Melrose e continua a incolpare Peter della morte del padre, nonostante la prova che il signor Sterling non stesse prendendo le medicine per la pressione alta. Durante la lettura del testamento, Cooper scopre che se riuscirà a sposare Lexi entro un anno, erediterà 10 milioni di dollari. Nel frattempo Peter visita la nuova clinica di Michael e viene minacciato da Spider e la sua gang. Billy, sempre più geloso di Samantha e Jeff, cade tra le braccia di Jennifer e Samantha va a letto con Jeff. Mentre Amanda è via per lavoro a New York, Kyle cerca di aiutare Christine a riprendersi, ma lei è d'accordo con Nick, il quale arriva a Los Angeles e complotta con Taylor per far sì che Christine rimanga in città. Il loro piano è far lasciare Kyle e Amanda. Michael pensa di recuperare il rapporto con Megan.
- Special musical guest: Lisa Fischer
- Special guest star: Susan Walters (Christine Denton), Scott Plank (Nick Reardon), Dan Gauthier (Jeff Baylor), Bradford Tatum (Spider Dodd).
- Altri interpreti: David Gautreaux (Jordan Arkin).

## Imprevisto mortale
- Titolo originale: Blunt Drama
- Diretto da: Harvey Frost
- Scritto da: Charles Pratt Jr.

### Trama
Peter inconsapevolmente si ritrova in mezzo al piano per dividere Amanda e Kyle quando Christine, fingendo istinti suicidi, si fa ricoverare in psichiatria. Ma quando Amanda e Kyle annunciano il loro imminente matrimonio, Taylor costringe Christine a scrivere una lettera a Kyle nella quale scrive che hanno avuto una storia e che lo ama, ma Amanda non ci crede. Christine alla fine si ribella e vuole andare da Kyle per dirgli la verità, ossia che lei non è Christine ma una sosia, ma nel tentativo di fermarla, Nick e Taylor senza volerlo la uccidono. Intanto, Michael si ritrova in un guaio: Spider, ferito da un colpo di pistola dalla polizia, in punto di morte consegna una chiave di un armadietto della lavanderia a Michael contenente milioni di soldi. Quando lui ne offre una parte a Megan, lei lo persuade a darlo in beneficenza. Dopo la notte passata con Jeff, Samantha se ne pente, ma lui, innamorato, non si arrende e Jennifer ne approfitta per avvicinarsi di più a Billy.
- Special guest star: Susan Walters (Christine Denton), Scott Plank (Nick Reardon), Dan Gauthier (Jeff Baylor), Bradford Tatum (Spider Dodd).
- Altri interpreti: Sal Lopez (Padre Maldonado).

## Sensi di colpa
- Titolo originale: A Christine Runs Through It
- Diretto da: Charles Correll
- Scritto da: Carol Mendelsohn

### Trama
Nick e Taylor mettono il cadavere di Christine su un binario per simulare un suicidio; poi fanno arrivare la notizia a Kyle e Amanda e questo rovina la loro luna di miele e il loro matrimonio. Taylor prova dei sensi di colpa e Nick devide di chiuderle la bocca, ma Michael irrompe al ristorante quando lui è sul punto di ucciderla e lei gli chiede di fingere la sua morte per allontanare Nick. Samantha parte in segreto per un weekend romantico con Jeff a San Diego e Billy va a un galà con Jennifer. Cooper, una sera che è ubriaco, racconta a Peter delle volontà del Sig. Sterling e Peter usa questo a suo vantaggio per riconquistare Lexi.
- Special musical guest: Don Grusin.
- Special guest star: Susan Walters (Christine Denton), Scott Plank (Nick Reardon), Dan Gauthier (Jeff Baylor).

## Sogni d'amore
- Titolo originale: Too Romantic for Words
- Diretto da: Chip Chalmers
- Scritto da: Frank South

### Trama
Sia Samantha sia Billy si sentono in colpa per la notte passata rispettivamente con Jeff e Jennifer, ma Jeff fa pressioni su Samantha affinché lasci Billy e Jennifer fa la stessa cosa. Amanda continua a sentirsi colpevole per la morte di Christine e rifiuta di coinciliarsi con Kyle, attaccando chiunque. Peter sorprende Lexi mostrandole un nuovo appartamento per vivere assieme, ma Lexi non lo gradisce perché le sembra un piano per tenerla a sé. Cooper dice a Megan di aver preso in considerazione un'offerta di lavoro a Philadelphia. Michael continua a tenere nascosta Taylor a casa sua dicendole di negare ogni coinvolgimento con Christine, soprattutto dopo che Kyle riceve le condoglianze da parte di Nick sulla morte di Taylor che lo porta a incominciare a investigare su chi fosse davvero Christine.
- Special guest star: Dan Gauthier (Jeff Baylor).

## Gravidanza inattesa
- Titolo originale: Four Affairs and a Pregnancy
- Diretto da: Jefferson Kibbee
- Scritto da: James Kahn

### Trama
Michael considera l'idea di dichiarare fallita la sua clinica, ma l'intervento di Megan gli fa cambiare idea. Rory Blake, un vecchio amico di Lexi, cerca di attirare l'attenzione di Amanda, mentre Peter osserva da lontano. Jeff chiede a Samantha di ioncontrare la sua famiglia durante un picnic, mentre Billy continua a vedere Jennifer di nascosto, cosa che Samantha scopre nel momento in cui decide di stare con Billy. Michael cerca di sabotare i piani di Cooper e Megan qjuando incontra il dottor Larner, colui che ha offerto a Cooper il lavoro a Philadelphia, e gli racconta del loto passato. Kyle continua a investigare sulla morte di Christine arrivando a Dallas e così scopre della visita di Taylor a Nick, ma Kyle decide di farsi confessare tutto da Taylor fingendo di corteggiarla. Infine Taylor scopre di essere incinta ed è convinta che il padre sia Micheal.
- Special guest star: Dan Gauthier (Jeff Baylor).
- Altri interpreti: Cliff De Young (dott. George Larner), Sal Lopez (Padre Maldonado), Anthony Tayler Quinn (Rory Blake).

## Una proposta imbarazzante
- Titolo originale: M.P. Confidential
- Diretto da: Robert J. Metoyer
- Scritto da: Charles Pratt Jr.

### Trama
Dopo aver saputo da Samantha vuole tornare con Billy definitivamente, Jennifer cerca di rimettere insieme Samantha e Jeff. Taylor insist nel voler fare un test di paternità per scoprire l'identità del padre, mentre Kyle corrompe Michael per fare il test e tenere segreto il risultato. Michael scopre di essere lui il padre. Cooper decide di accettare l'offerta di lavoro a Philadelphia, contro il parere di Peter. Amanda continua la sua discesa nelle perversioni e cerca conforto in Rory, il quale le offre una losca impresa lavorativa. Lexi va da Amanda per una campagna pubblicitaria della sua azienda.
- Special guest star: Dan Gauthier (Jeff Baylor).
- Altri interpreti: Cliff De Young (dott. George Larner), Rebecca Balding (Nora Larner), Mark L. Taylor (dott. Louis Visconti), Anthony Tayler Quinn (Rory Blake).

## Il Professor Sesso
- Titolo originale: The Nasty Minded Professor
- Diretto da: Charles Correll
- Scritto da: Chip Hayes

### Trama
Cooper e Megan vanno a Philadelphia e il dottor Larner fa pressioni a Megan per assicurare il futuro di Cooper in cambio di favori sessuali. Tornata a Los Angeles, Amanda sorprende Billy e Jennifer flirtando in bagno e accenna a Billy della storia che Samantha ha avuto con Jeff. Quando Billy scopre tutto, aggredisce Jeff. Mentre Lexi continua cercare una buona campagna pubblicitaria, Amanda assume Rory nella sua agenzia e chiede il divorzio a Kyle per iniziare una nuova vita come un viaggio ai Caraibi, ma Rory, che si rivela essere un pericoloso cercatore d'oro, pianifica di derubare Amanda e approfittare del suo crollo psicologico. Nel frattempo, Peter va farsi una vacanza in montagna per rilassarsi e Michael lo raggiunge per chiedergli di ridargli il lavoro e alla fine si perdono nel bosco. Taylor dice a Kyle che il figlio è suo; Kyle finge di crederle sperando che gli riveli quello che sa.
- Special guest star: Dan Gauthier (Jeff Baylor).
- Altri interpreti: Cliff De Young (dott. George Larner), Rebecca Balding (Nora Larner), Anthony Tayler Quinn (Rory Blake).